# Московский Александровский институт

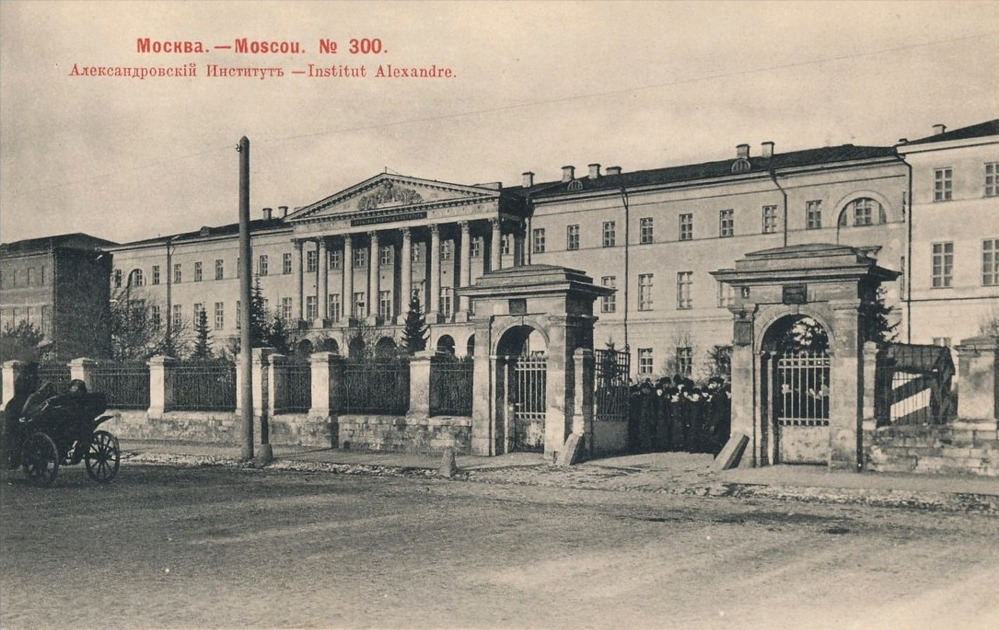
Москва. Александровский институт (1902)

Моско́вский Алекса́ндровский (Александринский) институ́т — образовательно-воспитательное женское учреждение в Москве в 1891—1918 годах.
В настоящее время в здании размещается Институт фтизиопульмонологии и инфекционных заболеваний (улица Достоевского, дом 4).

## История
В 1804 году при Московском Екатерининском училище благородных девиц было создано отделение для девиц недворянских сословий — дочерей обер-офицеров, мещан и прочих. С декабря 1807 года оно стало именоваться Александровским. Учреждение мещанского училища преследовало две основные цели: расширить круг лиц, имеющих образование вообще, и лиц, воспитанных в заведениях императрицы Марии Федоровны. С 1842 года отделение выделили в самостоятельное мещанское училище, которое с 1891 года было преобразовано в Александровский женский институт.
Основанием для зачисления в институт могли служить различные обстоятельства: сиротство, смерть отца и, наконец, тяжёлое материальное положение семьи. Согласно уставу, первоначально в училище могли быть приняты на штатные вакансии дочери офицеров по военной, статской и придворной службе, которые не могли обучаться в Екатерининском училище; мещан, записанных в гильдии любого города; священнослужителей; медиков и лекарей без штабс-офицерских чинов; учителей и художников. Постепенно круг лиц, пользующихся правом обучаться здесь, расширялся. К 1898 году правила приёма указывали на возможность зачислить на казённое содержание детей лиц от полковника и коллежского советника до штабс-капитана и титулярного советника включительно; а также протоиереев, священников и евангелических пасторов. Все места делились между круглыми сиротами, полусиротами и не сиротами. Кроме казённых учениц, при наличии мест в институт зачисляли пенсионерок с оплатой за обучение. Численность воспитанниц постоянно увеличивалась; если первый набор составил 80—90 учениц, то в 1850 году насчитывалось 150 казённых воспитанниц и 70 пенсионерок, а к 1917 году в институте обучалось 158 девочек: бесплатных — 84, стипендиаток казённо-штатных — 40, стипендиаток военного ведомства — 11, бесплатных георгиевских стипендиаток — 3, экстерн (родственники неимущих служащих) — 8… Зачисленные в институт девочки распределялись на два класса: в старший — в возрасте 13—14 лет, в младший — 11—12. Через три года младшие переводились в старшие классы. Из числа окончивших и наиболее отличившихся пятерых, позднее трёх воспитанниц оставляли для приготовления классных дам в специальном пепиньерском классе. Выпускницы этого класса преподавали в гимназиях и двухклассных школах. Кроме педагогического, долгое время существовал специальный класс 1812 года с преподаванием французской литературы, истории, географии, мифологии и физики.
Административный и педагогический штат Александровского института состоял из инспектрисы, позднее начальницы, её помощницы, классных дам, инспектора классов, преподавателей, преподавательниц младших классов, обслуживающего персонала (при церкви, канцелярии, лазарете, «экономии» и полиции). В разное время инспекторами классов были, например, профессор Московского университета Л. А. Цветаев (1805—1827) и М. М. Катков (1901—1905). Французскую словесность преподавал в ней Ф. Куртенер.
В период 1898—1914 годов учебную часть курировал почётный опекун А. А. Пушкин.
Первоначально училище располагалось в бывшем доме А. И. Глебова (с 1803 года — дом Медицинской конторы) возле Кудринской площади; с 1812 года — в здании на улице Новая Божедомская, построенном И. Д. Жилярди в 1809—1811 годах для «Вдовьего дома».

## Начальницы
- Шарпио, Елизавета Львовна (январь 1845 — май 1850)
- Веселкина Мелитина (Матильда) Валериановна (до 1909 года)[3];
- Веселкина Ольга Михайловна (1909—1918 годы)[3].